# Парадеево (Мордовия)
Парадеево (эрз. Пардэле) — село в Ичалковском районе Республики Мордовия России. Административный центр Парадеевского сельского поселения.

## География
Расположено на речке Соласлей, в 40 км от районного центра и 32 км от железнодорожной станции Оброчное.

## История
Название-антропоним: от дохристианского мордовского имени Парадей. В переписи мордвы Алатырского уезда (1624) упоминается как д. Парадеева Тургаковского беляка Верхалатырского стана. В «Списке населённых мест Симбирской губернии» (1859) Парадеево — село владельческое из 80 дворов (848 чел.) Ардатовского уезда. В 1913 году в селе было 116 дворов (638 чел.); церковь, церковно-приходская школа. В начале 1930-х гг. был создан колхоз им. К. Маркса, с 1997 г. — СХП ликвидирован, библиотека, Дом культуры, медпункт; молитвенный дом.

## Население
| 2002 | 2010 |
| ---- | ---- |
| 269  | ↘210 |

Национальный состав
Согласно результатам переписи 2002 года, в национальной структуре населения мордва-эрзя составляли 96 %